# Gihanga
Gihanga I ("creador", "fundador") és un heroi cultural de Ruanda descrit en històries orals com un antic rei tutsi que acredita popularment l'establiment de l'antic regne de Ruanda. Les llegendes orals relaten que Gihanga va introduir elements fonamentals de la civilització dels Grans Llacs africans, inclòs el foc, el bestiar, el metall, la caça, la fusta i la ceràmica. És descrit com a posseïdor de talents en lideratge, tecnologia i religió. Es diu que va governar Ruanda des del seu palau al bosc de Buhanga, àrea que va mantenir la seva condició prohibida i sagrada fins que el govern la va obrir al públic el 2004. No hi ha proves concretes que indiquin que Gihanga va viure, encara que molts ruandesos consideren que era un rei viu.
La llegenda diu que Gihanga va ser producte del matrimoni de dos llinatges. El seu gran avantpassat patern va ser Kigwa (Descendit dels cels), es deia que havia baixat a Ruanda des del cel per formar la línia reial, mentre que el costat de la seva mare descendia d'un ancestre anomenat Kabeja. El seu pare, Kazi, era un ferrer de qui Gihanga va aprendre l'art. Es diu que durant la seva infantesa havia viscut en diverses localitats, inclòs el poble oriental de Mubari i el llogaret del seu oncle matern, Bugoyi al nord-oest.
Les narracions orals colonials van establir el regnat de Gihanga i l'establiment del Regne de Ruanda al segle xi. Segons la història oral de Ruanda, podrien haver existit diversos clans més petits durant el regnat de Gihanga, inclosos els clans Singa, Gesera, Zigaba i Rubanda. Segons la llegenda, Gihanga fou succeït per un fill seu anomenat Kanyarwanda Gahima (una paraula que significa Ruanda), de qui es diu que havia unificat Gatwa, Gahutu i Gatutsi, els avantpassats de les castes twa, Hutu i tutsi.
Va sorgir una pràctica religiosa en honor de Gihanga a les parts nord-occidental i nord del centre de Ruanda, i va ser introduïda novament a la cort reial per Ruganzu II Ndoli, un destacat rei històric que va reforçar encara més el regne de Ruanda al segle xvi. Els elements de la religió incloïen el foc de Gihanga, que es va mantenir constantment encès durant segles a la cort reial en un lloc conegut com "el lloc on el bestiar es esmunyit", i es va dir que havia estat cremant contínuament des del regnat de Gihanga. El foc de Gihanga es va extingir a la fi del regnat de Yuhi V Musinga en 1932 per ordre de les autoritats belgues. L'enviament d'homenatges de la cort reial al lloc de Muganza a Rukoma sembla indicar que era la tomba de Gihanga; i el ramat de la cort reial es deia que descendia del propi ramat de Gihanga. Aquests bestiar van ser gestionat per la família Heka del clan Zigaba, que vivia a prop de la tomba i proporcionava a la cort alguns dels seus ritualistes més respectats i poderosos. Una altra família de ritualistes, el Tega del clan Singa, van obtenir el prestigi del fet que un dels seus avantpassats, Nyabutege, havia revelat el principi del tambor dinàstic (Kalinga) a Gihanga.